# Koszty bezpośrednie
Koszty bezpośrednie – ta część kosztów działalności operacyjnej, których poniesienie można przypisać do określonego nośnika kosztów, np. produktu, grupy produktów, wyświadczonej usługi, wyodrębnionej fazy działalności lub jej rodzaju na podstawie dokumentu źródłowego. Zgodnie z ustawą o rachunkowości koszty bezpośrednie obejmują wartość zużytych materiałów bezpośrednich, koszty pozyskania i przetworzenia związane bezpośrednio z produkcją i inne koszty poniesione w związku z doprowadzeniem produktu do postaci i miejsca, w jakich się znajduje w dniu wyceny.
Do klasycznych kosztów bezpośrednich zalicza się najczęściej: 
- zużycie materiałów w cenach nabycia, w których wielkość na jednostkę produktu lub usługi można dokładnie określić na podstawie dokumentów materiałowych np. dowodów wewnętrznych (RW),
- wynagrodzenia wraz z narzutami pracowników zatrudnionych przy produkcji wyrobów, które można dokładnie określić na podstawie kart pracy na jednostkę produktu lub usługi,
- inne koszty bezpośrednie np. zużycie narzędzi specjalnych wykorzystywanych tylko przy produkcji określonych produktów, koszt obróbki obcej na rzecz danego produktu dokonanej przez inne przedsiębiorstwo.

W praktyce podział kosztów na bezpośrednie i pośrednie odgrywa ogromną rolę, gdyż od tego zależy kalkulacja kosztów jednostkowych, ustalanie cen produktów i usług, wycena zapasów, ocena sterowalności kosztu.